# Massive Attack
A Massive Attack (tükörfordításban: „Elsöprő támadás”) egy elektronikus zenét játszó brit könnyűzenei együttes Bristolból. Jelenleg két tagja van: Robert Del Naja („3D”) és Grant Marshall („Daddy G”). Eddig hat nagylemezt adtak ki (Blue Lines, Protection, Mezzanine, 100th Window, Collected válogatásalbum és Heligoland); emellett több maxi- és filmzenei albumuk, és más együttesekkel együtt készített dalaik és lemezeik is megjelentek.
Több lemezük is a brit listák élére (kettő az első helyre) került, a kritika pedig a kilencvenes évek egyik legjobb és legmeghatározóbb elektronikus zenekarának tartotta az együttest; akik egy új stílust (trip-hop) teremtettek; azonban a 100th Window c. lemeztől kezdve általános vélemény szerint – legalábbis ideiglenes – hanyatlásukról, stagnálásukról beszélhetünk.
Elektronikus alapú zenét játszanak, és a rájuk aggatott címke ellenére, változatos stílusviláguk miatt igazából nehezen kategorizálhatóak; kezdetben nagyrészt jazz, hiphop / rap, soul, reggae és egyéb afro-amerikai eredetű elemekre építkeztek, fokozatosan egyre inkább vegyítve ezt a bristoli underground elektronikus tánczene hangzásával. Ezt az irányzatot kritikusok trip hopnak keresztelték el (néhány kritikus szerint a Blue Lines volt az első trip hop album). Harmadik lemezük azonban már erős, basszusgitárra és torzításokra alapuló rockzenei „beütést” mutat, s egyúttal zenéjük hangulata melankolikusból kifejezetten sötétre, depresszívre fordult. Ekkoriban, a kilencvenes évek végén volt a Prodigy, a Chemical Brothers és más hasonló csapatok csúcsra kerülésének ideje, melyek hangzásvilágára a zenekritika egy új nevet, az elektronika kifejezést kezdte alkalmazni (a csapatot ide is szokás sorolni). A 2000-es évekre a rockos hangzás némileg újraszelídült. A 100th Window korszaka az együttes széteséséről tanúskodott, ami végül ideiglenesnek bizonyult, eddigi utolsó nagylemezük, a Heligoland, a populáris könnyűzene irányába fordulásként (negatív konnotációjú kifejezéssel, elpoposodásként) értékelhető.

## Tagok, közreműködők és együttműködések más zenészekkel
Az együttes 1999-től kezdve két tagból áll:
- Robert Del Naja ("3D")
- Grant Marshall ("Daddy G").

A zenekarból távozott tagok:
- Tricky (Adrian Thaws), aki szólókarrierjének építése miatt végleg kivált 1993/4 körül, de az első két nagylemezen közreműködött.
- Andrew Vowles ("Mushroom") billentyűs/zeneszerző/DJ, a kilencvenes évek végén távozott koncepcionális okok miatt (főleg a Mezzanine-nel volt elégedetlen), az 1999-es Mezzanine turné budapesti koncertjén már nem vett részt.

A Massive Attackra jellemző azonban a vendégzenészekkel való együttműködés, közülük sokakkal csak egy-két dal vagy lemez erejéig; néhányukkal azonban olyan tartós, hogy már-már állandó tagnak is tekinthetőek. Közéjük tartoznak, tartoztak
- a reggae-énekes Horace Andy.
- Angelo Bruschini, gitáros

A számtalan kevésbé tartós vendégzenész közül az ismertebbek: Tracey Thorn (az Everything But the Girl énekesnője), illetve Elizabeth Fraser (ex-Cocteau Twins), valamint a színes bőrű Sarah Jay Hawley (a Minus Blue nevű együttesből), Shara Nelson és Nicolette Suwoton énekesnők (Nelsonnal már a Wild Bunch-korszakban is dolgoztak), s nem utolsósorban a MA negyedik lemezének majdnem felét végigéneklő Sinéad O’Connor. Mindezen kívül rengeteg hírneves előadóval dolgoztak alkalmilag együtt (például Madonna, David Bowie, vagy Mike Patton a feloszlott Faith No More-ból ). Dolgoztak közösen a brit alternatív rockzene egyik legfontosabb, szintén nem túl vidám zenéket alkotó zenekarával, a Radioheaddel, és a Prodigy „zenei agyával,” Liam Howlettel is.

## A zenekar története

### Az 1980-as években
A Massive Attack vendégzenészekkel játszó, nem teljesen állandó összetételű sound system rendszerű zenekarként kezdte az angliai Bristol „pinceklubjaiban”, vagyis igazi underground gyökerekkel bír; a The Wild Bunch (Vadhajtás) művészeti közösségből önállósult. A MA „kemény magja”, állandó tagjai a vezető, énekes és egyik „zenei agy,” Robert Del Naja („3D”), Andrew Vowles („Mushroom”), a másik zeneszerző és DJ, valamint a rapper-énekes-vokalista Grant Marshall („Daddy G”) voltak. Kezdetben részt vett a munkában az elektronikus zenében a mai napig nagy névnek számító (Tricky) is, az első nagylemezen még jelentős szerepeket kapott a dalokban; később útjaik különváltak.
A sample-zős – mixelős, underground The Wild Bunch-korszaknak az együttes későbbi menedzsere, Cameron McVey egy hirtelen ötlete vetett véget:

„ – […] És egyszer csak Cameron McVey, Neneh Cherry menedzsere  azt mondta nekünk: „Tudjátok, mit? Csináljatok egy albumot!” Mire mi: „Ugyan, menj már a picsába!” Lényegében kényszerített minket, hogy nyolc hónapra Londonba költözzünk, és felvegyünk egy lemezt. Londonban a padlón aludtunk nála, és zenét csináltunk. […] Lépésről lépésre történt.”

– Robert Del Naja

1988-ban adták ki első, "Any Love" c. kislemezüket, ezt 1991-ben követte első albumuk, a Blue Lines; melyet – a rajta lévő Unfinished Sympathy c. számmal (minta) együtt – a szakma és a közönség is kedvezően fogadott. Angliában e stílusalkotó lemez az 1990-es évek brit zenei világának egyik meghatározó elemévé vált. A zenekarnak a kritikusok új zenei kategóriákat eszeltek ki, mint Bristol sound vagy trip-hop, az utóbbi elnevezés aztán elterjedt. A zenekar hiphop, soul és reggae elemekből vegyített zenéjére a szaksajtó a triphop címkét ragasztotta, ráadásul az ugyancsak Bristolból induló Portishead megjelenésével hamar egyenlőségjel került a város neve, azaz Bristol és a sajtó által alkotott stílus/színtér, azaz a triphop közé.

### Az 1990-es években
Az 1990-es évek a zenekar igazi tündöklésének évei. A Protection c. album meghozta a világsikert és kiváltotta a szakma csodálatát, a Mezzanine pedig feltette az i-re a pontot.
A második nagylemez a Protection, 1994-ben jelent meg. Tricky, az egyik alapító tag még közreműködött rajta, de aztán szólókarrier építésébe kezdett, útjaik különváltak. Az elválás nem volt egészen békés, Tricky részben annak tulajdonítja, hogy kivált az együttesből, hogy a többiek eltulajdonították a Karmacoma c. dalt., amit állítása szerint nagyrészt ő írt ( a zenét teljes egészében, és a szöveg jelentős részét is). Del Naja ezzel szemben azt állítja, a dalt ketten írták – eléggé bedrogozott állapotban. A zenekar mindenesetre „társszerzőként” tüntette fel Trickyt, amin az megsértődött.
A lemez elkészítésében fontos segítséget jelentett a skót zeneszerző, Craig Armstrong. A Protection és a következő lemez megjelenése közti időt intenzív turnézással töltötték, ami még inkább elősegítette, hogy nemzetközileg is ismertté váljanak.
A zenekar által elindított "trip-hop" műfaj a század végére egyre önállóbbnak, életképesebbnek mutatkozó tánczenei irányzattá vált, amelyet olyan előadók is műveltek, mint a népszerű Morcheeba és Portishead, vagy az igazán népszerű, a 2004-es athéni olimpia nyitódalát éneklő Björk.
1996-ban a zenekar egy neves díjat nyert (BRIT Award) "a legjobb táncos produkcióért".
A harmadik album, a Mezzanine, 1998-ban jelent meg (lásd még lentebb). Ennek a zenekar megújulási képességéről, a kritikusok skatulyáiból való kitörni tudásról tanúskodó, sötét, depresszív hangulatú lemeznek a fogadtatása szintén kedvező volt, és az itthoni elismerést is meghozta, és nem csak azért, mert a lemezbemutató turné keretében Magyarországra is ellátogatott a csapat. A magyar Neo zenekar énekese egy magyar zenecsatornának (Z+, a későbbi magyar Viva TV) adott interjújában az együttest "a kilencvenes évek Depeche Mode-jának" nevezte.
A szép külcsín alatt viszont bajok mutatkoztak: az együttes bomlása megkezdődött. Az egyik meghatározó tag, Andrew Vowles, az új lemez által mutatott zenei irányváltással – ami elsősorban Del Najának és egyik, a lemezen közreműködő ismerősének (Neil Davidge) volt köszönhető – elégedetlen volt, és 1999-re elhagyta a csapatot.
A stílus mellett az előadásmódban is változások következtek be. Koncertjeiken és lemezeiken egyre gyakoribbak lettek a hangszeres elemek (bár megmaradt az elektronikus eszközök használata is), így a számtalan vendégénekes mellett gitárosok, billentyűsök is feltűntek.

### A 2000-es években
A 2000-es évek elejére a zenekar szétesése és bizonyos fokú hanyatlása volt megfigyelhető, ugyanakkor dalaikat – a további popularizálódás jeleként – egyre több film aláfestő zenéjeként kezdték felhasználni (ld. a Filmzenék c. fejezetet).
A negyedik album (100th Window) 2003 elején jelent meg. Fogadtatása vegyes volt. A lemez kissé egysíkú világához hozzájárult, hogy Del Naja gyakorlatilag egyedül, a régi tagok segítsége nélkül írta meg (a segéd-zeneszerzők közül is csak a Mezzanine-es Neil Davidge segítette), a készítésében még Marshall sem vett részt – mivel a megelőző turnékon sem volt látható, suttogtak az ő kilépéséről és a MA egyszemélyessé válásáról is, de ez később rémhírnek bizonyult: Marshallt gyermeke születése távolította el egy időre a zenéléstől.
A lemez angliai slágerlistán az első 10 helyezett közé került; a rajongókat és a kritikusokat megosztotta. Sokan a zenekar addigi leggyengébb lemezének tartották, mások szerint a csalódás fő oka nem is színvonalesés, pusztán az eddigi folyamatos színvonal emelkedés okán eltúlzott elvárások be nem teljesülése miatti csalódás.

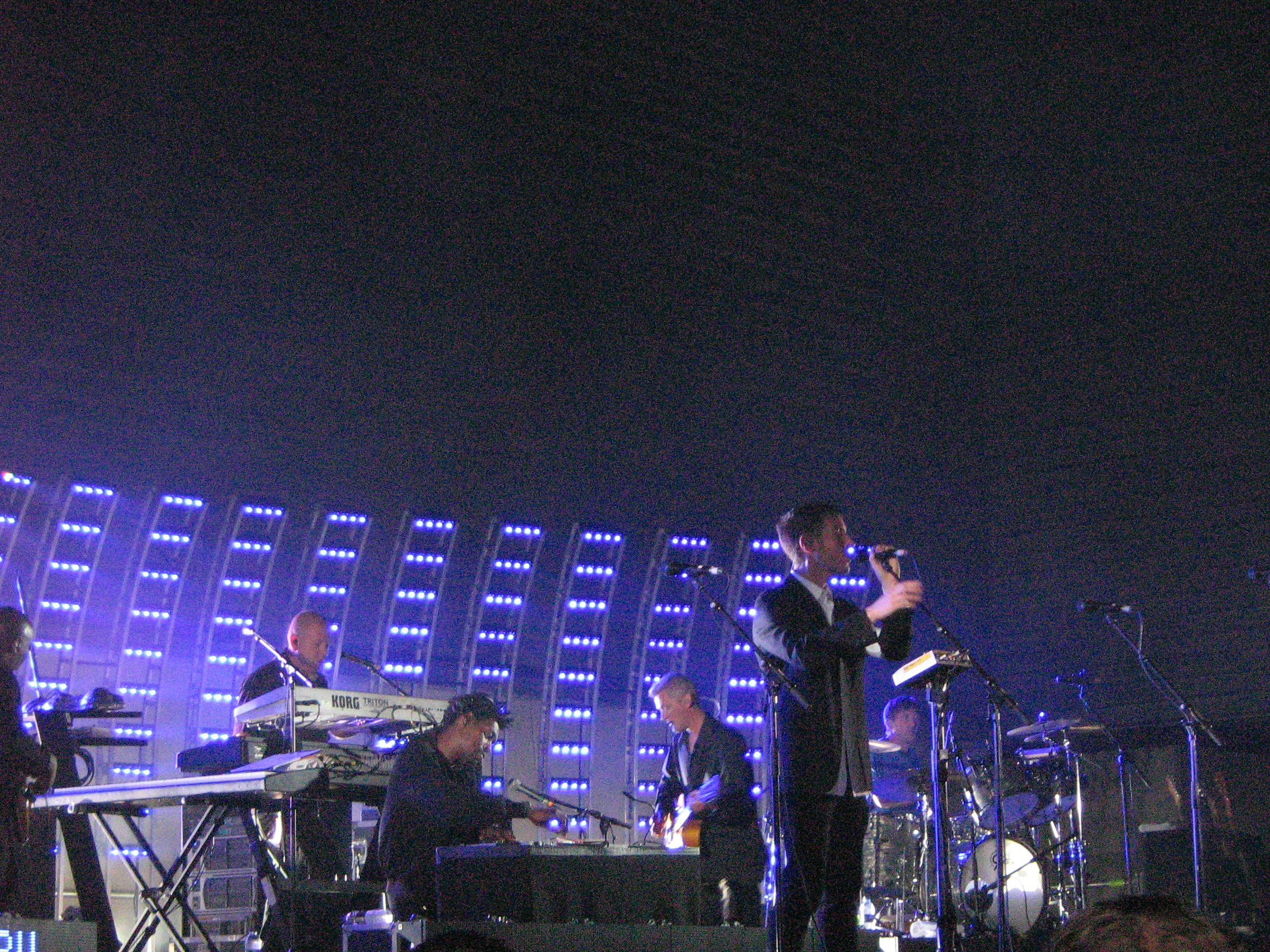
Massive Attack élő koncert színpadképe, Berlin, 2003 május.

2004-ben Del Naja, Davidge, a programozó Alex Swift közreműködésével egy hangszeres alapú filmzene-albumot készítettek, a Danny the Dog-ot, Luc Besson (forgatókönyv) és Louis Leterrier (rendező) azonos című filmjéhez (a film címe Amerikában Unleashed lett, magyar címe A nyakörv). 2005-ben egy másik filmzenealbum elkészítésében vett részt a zenekar (Bullet Boy).
2006-ban megjelent egy válogatás eddigi "legjobb dalaikból" (Collected). A két lemezből álló gyűjtemény a kislemezeket, két új dalt (Live with Me és False Flags) és néhány kiadatlan régi alkotást is magába foglal, a második lemez DVD-rétege a zenekar eddigi videóklipjeit is tartalmazza. Ebben az évben a megmaradt tagok visszavonultak a stúdióikba (Del Naja és Neil Davidge együtt dolgoznak, míg G. Marshall Bristol másik végében, a saját stúdiójában), hogy legújabb, Weather Underground munkacímű lemezüket megalkothassák. A nagylemez végül 2010-ben jelent meg többszöri átdolgozás után, Heligoland címmel.

### Magyarországon
A zenekar több alkalommal koncertezett Budapesten, 1999-ben a Mezzanine turnéval mutatkoztak be a magyar közönségnek egy kb. 5000-es koncerten (előzenekarként a magyar Neo játszott, az eseményt a Z+ magyar tévécsatorna rögzítette, akik egy hosszabb interjút is készítettek a zenekarral).
2003-ban a Sziget Fesztiválon, 2006. június 13-án pedig a Petőfi Csarnokban léptek fel. "Daddy G" Marshall a VOLT Fesztiválon önállóan is fellépett 2007 júliusában. 2008-ban a Balaton Sound fesztiválon, 2010-ben a Volt fesztiválon léptek fel. 2018.06.23-án Budapesten, a Papp László Sportarénában adtak koncertet.

### Nagylemezek

#### Albumok
1. 1991: Blue Lines, ez még erős fekete-popzenei hatásokat mutató lemez (mint G. Marshall fogalmazott, „ kicsit DJ-sre sikeredett”[22]); az ezen szereplő Unfinished Sympathy című számhoz videóklip készült (benne végig Shara Nelson énekesnő sétál az utcákon);
2. 1994: Protection. A popszakma és az underground pincékbe le nem merészkedő nagyközönség az első albumot is jól fogadta, de az igazi sikert a második nagylemez hozta, különösen a bevezető kislemez, a Protection, melyről igen egyedi, képileg egyetlen vágás nélküli „kamerasnittnek” tűnő klip készült, s amelyben Tracy Thorn énekel. A kritika mellesleg olyasmi véleményt is megfogalmazott róla, hogy a lemez „egy rész reggae-ből, egy rész paranoiából és egy rész marihuánából” tevődik össze. E vélemény alapjai vsz. a „Karmacoma” és a „Sly” klipek, utóbbi a zenekar zeneileg egyetlen vidámnak nevezhető alkotása. Ez az album más tekintetben elég lágy, szomorkás, melankolikus számokat tartalmaz, (Heat Miser, Weather Storm) ezekben a dalok létrejöttében nagy szerepe volt a lemez egyik társ-hangszerelőjének, a kortárs (film)zeneszerző Craig Armstrongnak.
3. 1998: Megjelent a tánczene-közeli irányzatokban eredetileg teljesen szokatlan, Depeche Mode-osan dark, sőt ha lehet, még súlyosabban depressziós hangzásvilágú, és zeneileg is inkább a sötétebb rockzenékhez közelítő, sok torzított gitárhangot tartalmazó harmadik album, a Mezzanine (Félemelet). Erről a Rising son, az Inertia Creeps és a Teardrop c. opuszokhoz készült klip. Utóbbit, a képeket tekintve, egy kis magzat „énekli” végig, ezt sokan rendkívül aranyosnak, murisnak, megkapónak vagy érdekesnek tartják, mindenesetre az MTV Music Awards díjkiosztóján az „év legjobb videóklipje” díjat szerezte.
4. 2003. február 10-én jelent meg negyedik albumuk, a 100th Window, amely a kritikusokat megosztotta:[23] egyesek szerint színvonala nem éri el az előző munkákét (az igaz, hogy az album végi számok elég erőtlenek); viszont található rajta néhány kiemelkedő darab, amelyek a brit listák első 10 helyezettjei közé kerültek. A harmadik albumot bemutató magyarországi koncert előtti interjú végén ugyan a két állandó tag ígéretet tett, hogy „a következő album már vidámabb lesz”, ezt az ígéretüket azonban nem igazán sikerült beváltani: a lemez jóval lágyabb ugyan, de nem kevésbé melankolikus. Ehhez elsősorban alighanem a (második) iraki háború kitörése járult hozzá, amely ellen, az abban való brit szerepvállalás ellen, és nem utolsósorban a Blair-kormány ellen a zenekar rendkívül erőteljesen (noha a pártoktól és hasonló politikai szervezetektől magát távol tartva) kampányolt. Az albumról két videóklip biztosan készült: a Special cases, és a különböző magyar tévécsatornák által is sokat játszott Butterfly caught, melyben az egyik tag lassan egy ember-lepke hibriddé alakul (némileg a „Légy” c. horrorfilmre hajazva, de annál enyhébb formában).
5. 2006. március 27-én jelent meg az első gyűjteményes albumuk a Collected.
6. 2010. február 8-án jelent meg a hatodik albumuk, a Heligoland.

#### Egyéb albumok
1. 1995-ben a Protection albumból készült egy remix album No Protection – Massive Attack vs. Mad Professor címmel.
2. 1998-ban megjelent a kislemezeiket összegyűjtő 11 lemezes limitált kiadású gyűjtemény Singles 90/98 címmel.
3. 2004-ben Danny the Dog filmzenealbum jelent meg, ami a Louis Leterrier rendezte A nyakörv (Unleashed / Danny the Dog) című filmjéhez készült.

### Filmzenék
Zenéjüket több filmben is felhasználták aláfestő zeneként. Az Angel (Mezzanine album) című számukat például a Brad Pitt főszereplésével készült Blöff c. filmben (abban a jelenetben megy, amikor a Pitt által játszott roma zugbokszoló anyjának lakókocsiját felgyújtják) és a Pi című filmben, valamint hallható a Főnix Útja című filmben is, akárcsak a Tűzfal címűben, utóbbiban a bevezető percekben. Az Unfinished Sympathy (Blue Lines album) c. számot egy Sharon Stone főszereplésével készült Sliver című film egyik szex-jelenetében is felhasználták aláfestésként; az együttes – alighanem  – legbetegesebb számát, a Dissolved Girl-t (Mezzanine album) pedig a Mátrix-ban valamint a Sakál című Bruce Willis filmben. A 187 című filmben (Samuel L. Jackson főszereplésével) amit 1997-ben mutattak be, két dallal is segítették a film alaphangulatát megteremteni. Az egyik a Spying glass című dal, a másik pedig a Karmacoma. Írtak még dalokat a Mindörökké Batman (a Thracey Thorn énekelte Hunter Gets Captured By The Game), a Moulin Rouge, a Pi és még sok film kíséretéül.
Továbbá, a Massive Attack készítette, a Danny the Dog (Magyarországon a "Nyakörv" címen játszott)film zenéjét is. A Doctor House című sorozat főcímdalaként a Teardrop-ot hallhatjuk, ugyancsak a Mezzanine-ről.Ez utóbbi egyébként a Prison Break című amerikai tv-film sorozat első évadjának 20. részében is elhangzik. A Heligoland albumról származó Paradise Circus című számuk a brit Kivülállók c. sorozatban is feltűnik a 2. évad 4. részében.

## Diszkográfia
A zenekar albumai és különféle slágerlistákon elért helyezései:

### Albumok
| Év/hónap             | album         | UK  | USA | AUS | Megjegyzés                         |
| -------------------- | ------------- | --- | --- | --- | ---------------------------------- |
| június 1., 1991      | Blue Lines    | 13  | -   | 69  |                                    |
| szeptember 26., 1994 | Protection    | 4   | -   | 15  |                                    |
| február 17., 1995    | No Protection | 10  | -   | 34  | a Protection c. album dub-remixei. |
| április 20., 1998    | Mezzanine     | 1   | 60  | 1   |                                    |
| február 10., 2003    | 100th Window  | 1   | 69  | 4   |                                    |
| október 11., 2004    | Danny the Dog | 70  | -   | -   | filmzenei album                    |
| március 27., 2006    | Collected     | 2   | 198 | 19  | kislemezgyűjtemény                 |
| február 8., 2010     | Heligoland    | TBR | TBR | TBR |                                    |

### Kislemezek/EP-k
| Év/hónap          | Cím                                           | UK  | U.S. Dance | AUS |
| ----------------- | --------------------------------------------- | --- | ---------- | --- |
| 1988              | Any Love                                      | -   | -          | -   |
| október 15., 1990 | Daydreaming                                   | 81  | -          | -   |
| február 11., 1991 | Unfinished Sympathy                           | 13  | -          | -   |
| május 28., 1991   | Safe From Harm                                | 25  | 32         | -   |
| február 10. 1992  | Massive Attack EP (aka Hymn of the Big Wheel) | 27  | -          | -   |
| október 17., 1994 | Sly (ének: Nicolette Suwoton)                 | 24  | -          | -   |
| január 9., 1995   | Protection (ének: Tracey Thorn)               | 14  | -          | -   |
| március 20., 1995 | Karmacoma                                     | 28  | -          | -   |
| július 7., 1997   | Risingson                                     | 11  | -          | -   |
| április 27., 1998 | Teardrop (featuring Liz Fraser)               | 10  | -          | 16  |
| július 13., 1998  | Angel                                         | 30  | -          | -   |
| október 19., 1998 | Inertia Creeps                                | -   | -          | -   |
| március 11., 2002 | I Against I (ének: Mos Def) promo only        | -   | -          | -   |
| február 24., 2003 | Special Cases (ének: Sinéad O’Connor)         | 15  | -          | -   |
| Június 16., 2003  | Butterfly Caught                              | -   | -          | -   |
| április 22., 2005 | Bullet Boy EP itunes download only            | -   | -          | -   |
| március 13., 2006 | Live with Me (ének: Terry Callier)            | 17  | -          | -   |
| június 5., 2006   | False Flags (promo only)                      | 158 | -          | -   |
| október 5., 2009  | Splitting The Atom EP                         | -   | -          | -   |

### Egyebek
1. Eleven promos – DVD-kiadvány, a zenekar tizenöt eddig készített videóklipjéből.

## Egyéb

### Politika
Az öbölháború alatt (melyet a tagok szintén elleneztek, mivel szerintük Amerika újabban nem a békéért, hanem a háborúért és persze az olajért harcol), az együttes a rádióadók és lemezboltok nyomására egy időre „Massive”-re változtatta a nevét, mert azok az erőszakra utaló „attack” szócskából azt sejtették, hogy a háború melletti politikai állásfoglalás, és nem kívánták nevüket ilyesmihez adni – noha a frontember magát a képzettársítást (ti. a "massive attack" és a háború önkényes asszociálását) – nevetséges ötletnek tartja.
A zenekar néha politikai, ill. egyéb botrányokba is keveredik: utóbbira példa egy már említett plágiumper, vagy amikor Del Naja-t kábítószer birtoklásával, illetve gyermekpornográfia terjesztésével vádolták meg. A zenész szerint ez utóbbi típusú vádak gyanúsan akkor kaptak hangot igazán, amikor a zenekar pacifista nézeteinek híre elterjed a „felsőbb” körökben; nem tartja lehetetlennek, hogy ezeket a híreket valamelyik titkosszolgálat terjeszti róluk; mindenesetre e vádak alól tisztázta magát. "Olyan érzés volt, mintha a saját k[…]ott különbejáratú Kafka-filmemben lennék." – foglalta össze az üggyel kapcsolatos érzéseit egy interjúban Del Naja, párhuzamot vonva Franz Kafka A per c. (megfilmesített) regényével.
A zenekar ugyanis nem csinál titkot belőle, hogy az Egyesült Királyság és az USA külpolitikáját enyhén szólva elhibázottnak tartja, mert e két állam szerintük nyomorban tartja a harmadik világot, és „a demokrácia kiterjesztése” nevében állandó gazdasági, diplomáciai és katonai agressziót folytat azon államok ellen, akik a maguk eszközeivel küzdeni próbálnak a káros befolyásuk ellen. Természetesen nemcsak a Blair- és Bush-kormányt és vezetőiket nem tartják nagyra, hanem olyan szövetségeseiket sem, mint Ariel Sharon, s véleményük szerint, ha Amerika igazán a béke barátja lenne, először az egyre jobban eszkalálódó izraeli konfliktus rendezésében segítene (és nem egyoldalúan az egyik felet támogatva), Rabin szellemében, az ebben sajnos egyre kevésbé érdekeltnek tűnő feleknek.

„„Nem szabad elfelejteni, hogy van hangunk, és még ha nem is tudjuk megakadályozni a háborút, valahányszor használjuk a hangunkat, annak mindig van valami hatása. És ez a hatáskeltés a legfontosabb, mert megváltoztatja a jövőnket, ha csak egy kicsit is.””

– Robert Del Naja

### Egyebek
Interjúik során a tagok olyan zenei ízlésről számoltak be, melynek általában kevés köze az általuk alkotott dalok és albumok zenei világához: ilyen néhány reggae-szerű együttes, meg a Del Naja által említett olyan punk-zenekarok, mint a The Clash (az lehet, hogy utóbbi inkább a zenekar politikai eszméire és megrögzött anti-militarizmusára hathatott igazán). A Mezzanine készítésének idejében az egyik legfontosabb és legközelebbi hatás ekkor a rockzenéből érte őket, a The Cure együttes révén, akinek énekesével jó barátságban vannak.
A csapat a kilencvenes években saját kiadót hozott létre, Melancholic Records néven, amely sok fiatal popcsapatot (például az Alpha-t) támogatott.
A magyar zenekarok közül a Massive Attack bevallott hatást gyakorolt például a Neóra és az Anima Sound Systemre.
A zenekarvezető, Robert Del Naja, aki a Wild Bunch-os időkben graffitiművész volt, fehér (olasz) származású, rajta kívül azonban a legtöbb állandó és vendégművész színes bőrű, például a fekete rapper és m.c. Grant Marshall (nem azonos a New Jersey amerikai futballcsapat egyik azonos nevű tagjával) – a tagok legidősebbike – és a jamaicai Horace Andy is, valamint a kivált Vowles is (ő dél-afrikai apától és fehérbőrű angol anyától származik).

### Külső hivatkozások

#### Elsődleges oldalak
- Massive Attack honlap (Flash szükséges hozzá) Archiválva 1998. december 3-i dátummal a Wayback Machine-ben (angolul)
  - „Hivatalos” Massive Attack wikiwikiweb
- Redlines.com (az együttes tagjai által is szerkesztett webtartalom)

#### Adatbázisok, tematikus oldalak
- Discogs adatlap
- Musicbrainz Discography of Massive Attack releases (angolul)
- Metacritic.com
- Dalszövegek (alwasontherun.net). (Hiv. beill.: 2013. 05. 26.)

#### Egyéb
- Jávorszky Béla Szilárd: Massive Attack – lanyhuló elán
- Scott Floman oldala (rövid ismertető, lemezkritikák)
- Készül a Massive Attack– Budapestnavigator.hu.
- Már egy kis változás is hatalmas dolog – Est.hu interjú.